# Llista de topònims de Fulleda
Llista de topònims (noms propis de lloc) del municipi de Fulleda, a les Garrigues
Informació actualitzada per un bot. Els canvis manuals es perdran quan s'actualitzi!

## cabana
| imatge | Nom                         | Ubicat a | instància de | Detalls | coordenades                                                                | Protecció | Commons (més fotos) | Dades a WD                    |
| ------ | --------------------------- | -------- | ------------ | ------- | -------------------------------------------------------------------------- | --------- | ------------------- | ----------------------------- |
|        | Mas del Xacó                | Fulleda  | cabana       |         | 41° 28′ 44″ N, 1° 01′ 56″ E / 41.478974332829°N,1.0322417827807°E 566 msnm |           |                     | Modifica les dades a Wikidata |
|        | cabana de l'Esidro          | Fulleda  | cabana       |         | 41° 28′ 06″ N, 1° 00′ 00″ E / 41.4683557423376°N,0.9998923414464°E         |           |                     | Modifica les dades a Wikidata |
|        | cabana del Margendom        | Fulleda  | cabana       |         | 41° 26′ 49″ N, 1° 03′ 04″ E / 41.446872298788°N,1.0511683469172°E          |           |                     | Modifica les dades a Wikidata |
|        | cabana del Roc de l'Espluga | Fulleda  | cabana       |         | 41° 27′ 44″ N, 1° 00′ 01″ E / 41.4623189318615°N,1.00028147291674°E        |           |                     | Modifica les dades a Wikidata |
|        | cabana del Xacó             | Fulleda  | cabana       |         | 41° 28′ 42″ N, 1° 01′ 40″ E / 41.4783842201083°N,1.02775268121572°E        |           |                     | Modifica les dades a Wikidata |
|        | corral d'en Salat           | Fulleda  | cabana       |         | 41° 27′ 15″ N, 1° 01′ 13″ E / 41.4542338107283°N,1.02023591907748°E        |           |                     | Modifica les dades a Wikidata |
|        | corral de la Planota        | Fulleda  | cabana       |         | 41° 27′ 16″ N, 1° 01′ 29″ E / 41.454525083591°N,1.0246007639787°E          |           |                     | Modifica les dades a Wikidata |
|        | corral del Po               | Fulleda  | cabana       |         | 41° 26′ 51″ N, 1° 02′ 24″ E / 41.4474729542234°N,1.03988216994495°E        |           |                     | Modifica les dades a Wikidata |
|        | corral del Queralt          | Fulleda  | cabana       |         | 41° 27′ 51″ N, 1° 03′ 24″ E / 41.464077792373°N,1.0566399668942°E          |           |                     | Modifica les dades a Wikidata |
|        | era del Salat               | Fulleda  | cabana       |         | 41° 27′ 40″ N, 1° 01′ 11″ E / 41.4610350951952°N,1.01977756103909°E        |           |                     | Modifica les dades a Wikidata |
|        | les Eres                    | Fulleda  | cabana       |         | 41° 27′ 38″ N, 1° 01′ 25″ E / 41.4604454665993°N,1.02372271889492°E        |           |                     | Modifica les dades a Wikidata |

## casa
| imatge | Nom         | Ubicat a | instància de | Detalls                        | coordenades                                                           | Protecció                                  | Commons (més fotos) | Dades a WD                    |
| ------ | ----------- | -------- | ------------ | ------------------------------ | --------------------------------------------------------------------- | ------------------------------------------ | ------------------- | ----------------------------- |
|        | Cal Toni    | Fulleda  | casa         |                                | 41° 27′ 48″ N, 1° 01′ 26″ E / 41.46328°N,1.02395°E                    | bé integrant del patrimoni cultural català |                     | Modifica les dades a Wikidata |
|        | Cal Xavalla | Fulleda  | casa         | Estil: arquitectura modernista | 41° 27′ 48″ N, 1° 01′ 25″ E / 41.46342°N,1.02353°E ca:Carrer Raval, 3 | bé integrant del patrimoni cultural català |                     | Modifica les dades a Wikidata |

## font
| imatge | Nom                | Ubicat a | instància de | Detalls                                  | coordenades                                                           | Protecció                                  | Commons (més fotos)  | Dades a WD                    |
| ------ | ------------------ | -------- | ------------ | ---------------------------------------- | --------------------------------------------------------------------- | ------------------------------------------ | -------------------- | ----------------------------- |
|        | Font Vella         | Fulleda  | font         | Estil: arquitectura barroca 18th century | 41° 27′ 52″ N, 1° 01′ 41″ E / 41.46458°N,1.02799°E ca:Camí de la Font | bé integrant del patrimoni cultural català | Font Vella (Fulleda) | Modifica les dades a Wikidata |
|        | font d'en Salat    | Fulleda  | font         |                                          | 41° 27′ 06″ N, 1° 01′ 12″ E / 41.451742146295°N,1.0198966273223°E     |                                            |                      | Modifica les dades a Wikidata |
|        | font d'en Solà     | Fulleda  | font         |                                          | 41° 28′ 07″ N, 1° 02′ 04″ E / 41.4686530702144°N,1.03437039877354°E   |                                            |                      | Modifica les dades a Wikidata |
|        | font de la Marieta | Fulleda  | font         |                                          | 41° 27′ 58″ N, 1° 00′ 04″ E / 41.4661499362249°N,1.00097796895078°E   |                                            |                      | Modifica les dades a Wikidata |
|        | font del Campana   | Fulleda  | font         |                                          | 41° 27′ 02″ N, 1° 01′ 32″ E / 41.4505892548028°N,1.0256620713591°E    |                                            |                      | Modifica les dades a Wikidata |
|        | font del Nofre     | Fulleda  | font         |                                          | 41° 27′ 16″ N, 1° 01′ 35″ E / 41.4545469948539°N,1.02640401125007°E   |                                            |                      | Modifica les dades a Wikidata |

## masia
| imatge | Nom                    | Ubicat a      | instància de | Detalls | coordenades                                                         | Protecció | Commons (més fotos) | Dades a WD                    |
| ------ | ---------------------- | ------------- | ------------ | ------- | ------------------------------------------------------------------- | --------- | ------------------- | ----------------------------- |
|        | Cal Fuster             | Fulleda       | masia        |         | 41° 27′ 37″ N, 1° 01′ 46″ E / 41.4602449220518°N,1.02935620495265°E |           |                     | Modifica les dades a Wikidata |
|        | Xalet de la Vilabertró | Fulleda Senan | masia        |         | 41° 28′ 13″ N, 1° 03′ 02″ E / 41.47027804163°N,1.0504672709659°E    |           |                     | Modifica les dades a Wikidata |
|        | la Masia               | Fulleda       | masia        |         | 41° 27′ 02″ N, 1° 02′ 35″ E / 41.4504711031938°N,1.04298825465458°E |           |                     | Modifica les dades a Wikidata |

## muntanya
| imatge | Nom                    | Ubicat a                                       | instància de | Detalls | coordenades                                                         | Protecció | Commons (més fotos) | Dades a WD                    |
| ------ | ---------------------- | ---------------------------------------------- | ------------ | ------- | ------------------------------------------------------------------- | --------- | ------------------- | ----------------------------- |
|        | Puig Pedrós            | Fulleda Senan l'Espluga Calba                  | muntanya     |         | 41° 28′ 48″ N, 1° 02′ 15″ E / 41.4799°N,1.03744°E 585.9 msnm        |           |                     | Modifica les dades a Wikidata |
|        | Punta de Sant Joan     | Fulleda                                        | muntanya     |         | 41° 27′ 08″ N, 1° 02′ 58″ E / 41.4521°N,1.04958°E 643 msnm          |           |                     | Modifica les dades a Wikidata |
|        | Punta de l'Argelagar   | Fulleda                                        | muntanya     |         | 41° 28′ 07″ N, 1° 00′ 41″ E / 41.46858333°N,1.01138889°E 587.1 msnm |           |                     | Modifica les dades a Wikidata |
|        | Punta de la Comanjover | Fulleda                                        | muntanya     |         | 41° 27′ 36″ N, 1° 03′ 33″ E / 41.4599°N,1.05922°E 651.4 msnm        |           |                     | Modifica les dades a Wikidata |
|        | Punta del Dugo         | Fulleda Vinaixa                                | muntanya     |         | 41° 27′ 17″ N, 1° 00′ 00″ E / 41.4546°N,1.00008°E 624.6 msnm        |           |                     | Modifica les dades a Wikidata |
|        | Punta del Puig         | Fulleda l'Espluga de Francolí Vimbodí i Poblet | muntanya     |         | 41° 26′ 33″ N, 1° 03′ 19″ E / 41.4425°N,1.05523°E 682 msnm          |           |                     | Modifica les dades a Wikidata |
|        | Roca Tomasa            | Fulleda l'Espluga Calba                        | muntanya     |         | 41° 28′ 28″ N, 1° 01′ 10″ E / 41.4744°N,1.01948°E 589.4 msnm        |           |                     | Modifica les dades a Wikidata |
|        | Turó de les Sivines    | Fulleda                                        | muntanya     |         | 41° 27′ 53″ N, 0° 59′ 55″ E / 41.4648°N,0.998597°E 558.7 msnm       |           |                     | Modifica les dades a Wikidata |
|        | els Morellons          | Fulleda Senan l'Espluga de Francolí            | muntanya     |         | 41° 27′ 35″ N, 1° 04′ 36″ E / 41.4598°N,1.07653611°E 726.1 msnm     |           |                     | Modifica les dades a Wikidata |

## serra
| imatge | Nom                    | Ubicat a                                              | instància de | Detalls | coordenades                                                    | Protecció | Commons (més fotos) | Dades a WD                    |
| ------ | ---------------------- | ----------------------------------------------------- | ------------ | ------- | -------------------------------------------------------------- | --------- | ------------------- | ----------------------------- |
|        | Cap de la Serra        | Fulleda                                               | serra        |         | 41° 27′ 01″ N, 1° 03′ 31″ E / 41.4504°N,1.0587°E               |           |                     | Modifica les dades a Wikidata |
|        | La Serreta             | l'Espluga de Francolí Senan Fulleda                   | serra        |         | 41° 27′ 44″ N, 1° 04′ 19″ E / 41.4623°N,1.07186°E 712.8 msnm   |           |                     | Modifica les dades a Wikidata |
|        | Serra de Vilobí        | Vimbodí i Poblet Fulleda Tarrés l'Espluga de Francolí | serra        |         | 41° 26′ 36″ N, 1° 03′ 15″ E / 41.4432°N,1.05421°E 726.1 msnm   |           |                     | Modifica les dades a Wikidata |
|        | serra de les Auberedes | Fulleda                                               | serra        |         | 41° 27′ 59″ N, 1° 02′ 21″ E / 41.4665°N,1.03903°E 630.8 msnm   |           |                     | Modifica les dades a Wikidata |
|        | serra del Penjat       | Fulleda Tarrés                                        | serra        |         | 41° 27′ 00″ N, 1° 01′ 48″ E / 41.45003611°N,1.02995°E 668 msnm |           |                     | Modifica les dades a Wikidata |

## Misc
| imatge | Nom                          | Ubicat a                                                                       | instància de                                   | Detalls                                 | coordenades                                                                      | Protecció                                  | Commons (més fotos)    | Dades a WD                    |
| ------ | ---------------------------- | ------------------------------------------------------------------------------ | ---------------------------------------------- | --------------------------------------- | -------------------------------------------------------------------------------- | ------------------------------------------ | ---------------------- | ----------------------------- |
|        | Biblioteca de Fulleda        | Fulleda                                                                        | edifici                                        | Estil: arquitectura popular             | 41° 27′ 49″ N, 1° 01′ 27″ E / 41.46352°N,1.02405°E                               | bé integrant del patrimoni cultural català |                        | Modifica les dades a Wikidata |
|        | Castell de Fulleda           | Fulleda                                                                        | castell                                        | Estil: arquitectura gòtica 13rd century | 41° 27′ 51″ N, 1° 01′ 26″ E / 41.46411°N,1.02389°E ca:C. St. Pere, 4             | bé integrant del patrimoni cultural català | Castell de Fulleda     | Modifica les dades a Wikidata |
|        | Fulleda                      | Fulleda                                                                        | entitat singular de població capital municipal | 92 hab                                  | 41° 27′ 48″ N, 1° 01′ 26″ E / 41.46334°N,1.02395°E 583 msnm                      |                                            |                        | Modifica les dades a Wikidata |
|        | Santa Maria de Fulleda       | Fulleda                                                                        | església                                       |                                         | 41° 27′ 48″ N, 1° 01′ 27″ E / 41.46346°N,1.02427°E                               | bé cultural d'interès local                | Santa Maria de Fulleda | Modifica les dades a Wikidata |
|        | Vall de Vinaixa              | els Omellons Vinaixa Tarrés Fulleda l'Espluga Calba Vimbodí i Poblet Vallclara | àrea protegida vall                            | Superfície: 3024.17ha                   | 41° 26′ 40″ N, 0° 59′ 33″ E / 41.4444305556°N,0.992636111111°E Depressió Central |                                            | Vall de Vinaixa        | Modifica les dades a Wikidata |
|        | cabana de volta              | Fulleda                                                                        | barraca de vinya                               | Estil: arquitectura popular             | 41° 31′ 40″ N, 0° 54′ 36″ E / 41.5278922333993°N,0.9100863258909188°E            | bé integrant del patrimoni cultural català |                        | Modifica les dades a Wikidata |
|        | casa consistorial de Fulleda | Fulleda                                                                        | casa consistorial                              |                                         | 41° 27′ 49″ N, 1° 01′ 26″ E / 41.463628°N,1.0240122°E                            |                                            |                        | Modifica les dades a Wikidata |
|        | creu commemorativa           | Fulleda                                                                        | creu de terme creu de la Santa Missió          | Estil: arquitectura popular             | 41° 27′ 43″ N, 1° 01′ 35″ E / 41.46198°N,1.02626°E                               | bé integrant del patrimoni cultural català |                        | Modifica les dades a Wikidata |